# 일리우는토끼
일리우는토끼 또는 일리피카(Ochotona iliensis)는 우는토끼과에 속하는 포유류의 일종이다. 중국 북서 지역의 고유종이다. 일리우는토끼의 몸길이는 20.3-20.4 cm 정도이다.
1983년 중국 정부가 생태연구를 위해 신장에 파견한 리웨이둥에 의해 처음 세상에 알려졌다.
원래는 해발 3200m 정도에 발견되었지만 현재 지구온난화의 영향으로 기온이 상승하자 더 높은 4000m가 넘는 고지대에서 발견되고 있다.
1990년대 약 2000마리가 사는 것으로 추정됐지만 이후 목초지 감소와 대기오염 등 영향으로 개체가 줄어든 것으로 보고있는데 현재 예상 개체수는 약 1000여마리 밖에 되지 않는다.
일리피카는 세계자연보호연맹 멸종위기동물 리스트에서 취약종으로 분류돼 있다.
중국에서는 밀렵꾼의 타격이 되어 희귀종인 일리피카를 비싼 값에 거래하기도 한다.
평균 20cm의 작은 몸집을 가졌으며 큰 귀를 가지고 있다. 또한 몸 전체는 회갈색의 털로 덮여있으며 갈색의 반점들을 띄고있다.
일리피카가 포켓몬스터에 등장하는 가상 생명체인 피카츄의 실제 모델이라고 한다.

## 분포
중국 북서 지역의 신장 위구르 자치구 톈산산맥의 토착종이다. 최근의 조사에 의하면, 일리우는토끼는 북톈산산맥의 일부 지역에서는 멸종된 것으로 추정하고 있다. 그러나, 2014년 가을에 또 다시 20년만에 발견되었다고 한다.